# Museumsgesellschaft Zürich
Die Museumsgesellschaft Zürich (Mug) ist eine Lesegesellschaft mit eigenem Literaturhaus in Zürich.

## Geschichte

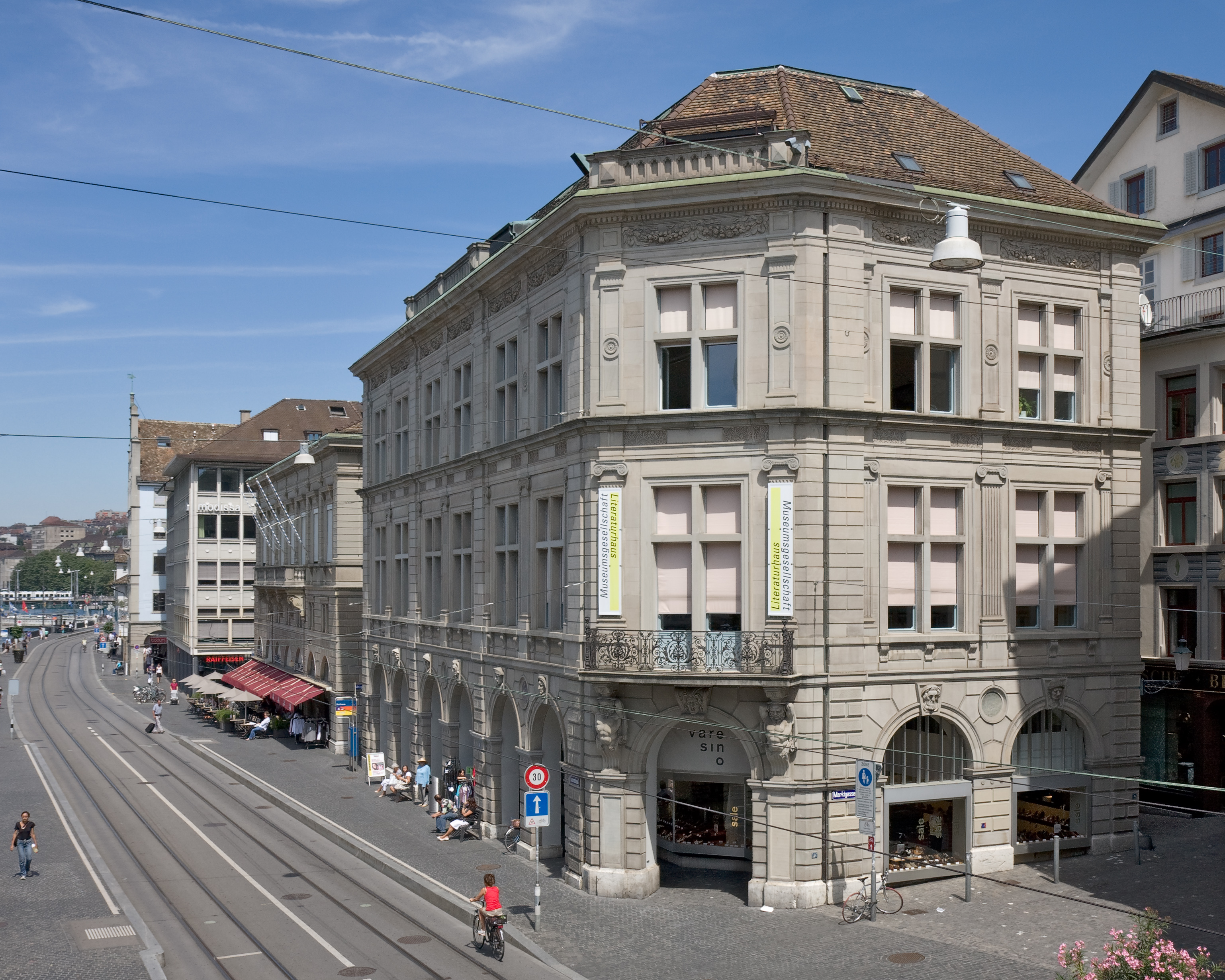
Limmatquai 62, Sitz der Museumsgesellschaft Zürich

Die Gründung wurde am 16. Februar 1834 in Zürich beschlossen. In Kürze wuchs der Kreis auf 374 Mitglieder, und am 16. März 1834 fand die konstituierende Versammlung statt. Die Vorsteherschaft bestand aus Akademikern und Kaufleuten. Erster Präsident war der Seidenhändler Hans Conrad Pestalozzi-Hirzel (in zweiter Ehe Pestalozzi-Hofmeister, 1793–1860). Ihm stand als erster Vizepräsident Hans Conrad Ott-Usteri (1788–1872) zur Seite, ebenfalls Kaufmann. Von 1834 bis 1859 wirkten die beiden Männer alternierend in der Ausübung des Präsidiums respektive Vizepräsidiums. Der Zweck der Gesellschaft war sowohl eine Horizonterweiterung durch Lesen wie auch gesellige Zusammenkünfte gebildeter Männer aller Stände.
Lesegesellschaften gab es in den 1830er Jahren längst vielerorts. Die Zürcher Lesegesellschaft holte den Rückstand schnell auf, sie stiess auf reges Interesse. Im Vordergrund des Angebots standen zunächst Periodika und Handbücher. Der Lesesaal war täglich von 8 Uhr (im Winter 9 Uhr) bis 22 Uhr geöffnet. Bereits im ersten Jahr kamen achtzig bis hundert Besucher. Im Jahr 1860 umfasste die Mitgliederzahl 656 Mitglieder (davon 109 ausserordentliche).
Am 7. November 1865 erwarb die Museumsgesellschaft einen Bauplatz an der Ecke Marktgasse/Limmatquai in der Nähe des Rathauses und beauftragte den Architekten Ferdinand Stadler mit der Erstellung eines Geschäftshauses. Erstmals im Januar 1868 konnte die Vorsteherschaft im neuen, eigenen Haus tagen. Kernstück des Baus bildeten die Lesesäle im ersten Stock.
1894 öffnete sich die Museumsgesellschaft offiziell für weibliche Mitglieder, wobei Frauen offenbar bereits ab den 1870er Jahren als ausserordentliche Mitglieder aufgenommen wurden.
Mit der Statutenrevision von 1906 konnten Mitglieder neu auch für ihre Ehefrauen das Recht erwerben, den Lesesaal zu besuchen. 1919 waren 409 der fast 1700 Mitglieder Frauen. Die Zeit des Ersten Weltkriegs bescherte der Museumsgesellschaft einen Mitgliederboom, der danach wieder abflachte.
Eine schwierige Zeit waren die Jahre des Nationalsozialismus und des Frontismus, in denen Herrmann Schollenberger (1882–1954) die Bibliothek leitete. Es galt abzuwägen zwischen den Bedürfnissen innerhalb der Mitglieder, von denen die einen auf einer Distanzierung von der Gleichschaltung und damit einhergehend auf einem Abbau reichsdeutscher Periodika und Bücher bestanden, wohingegen die andern forderten, sich ihre Meinung zu den Geschehnissen aus erster Hand selber bilden zu können. Bewegte sich die Mitgliederzahl von 1919 bis 1938 nach unten, so stieg sie mit Kriegsausbruch wieder deutlich an, wenngleich nicht so ausgeprägt wie im Ersten Weltkrieg.
Die Nachkriegsjahre verlangten eine Neuorientierung. 1953 erreichte die Gesellschaft eine jährliche Subvention vom Kanton Zürich, doch eine ausgeglichene Rechnung wurde erst Ende der 1950er Jahre erzielt. 1955 und 1965 wurden Renovationen des eigenen Hauses nötig, die vorab dem Schaffen von zusätzlichem Raum für Bücher und Periodika geschuldet waren. Mit der Gründung des Literaturhauses 1999 und den damit verbundenen regelmässigen öffentlichen Veranstaltungen im Haus wurden auch bauliche Veränderungen nötig, mit deren Ausgestaltung die Architektin Gret Loewensberg beauftragt wurde.
1988 wurde in der Bibliothek die 42-Stunden-Woche eingeführt, die bis heute gilt. Mit dem Präsidiumswechsel 1998, anlässlich dessen Niklaus Appenzeller gewählt worden war, und im August 1999 erstmals ein Geschäftsführer in der Person von Richard Reich eingesetzt wurde, nahm eine Öffnung des Hauses Gestalt an. Die Ausweitung zum Literaturhaus wie auch die Auffrischung des Auftritts gegen aussen wurden nun verwirklicht.
Seit 2006 ist die Museumsgesellschaft Herausgeberin der Reihe «Fundus. Schriften Museumsgesellschaft und Literaturhaus Zürich».

## Struktur, Mitgliederbestand und Einnahmen
Die Museumsgesellschaft Zürich (MuG) ist ein seit 1834 bestehender Verein. Sie betreibt in ihrem Gesellschaftshaus am Limmatquai in Zürich ein Haus der Literatur. Hier finden sich eine Bibliothek sowie zwei Lesesäle, und es werden Veranstaltungen – insbesondere Lesungen – durchgeführt. Nebst Mieterträgen, Mitgliederbeiträgen, Spenden und Subventionen tragen auch Sponsoring und Einnahmen an rund 100 jährlichen Veranstaltungen zur finanziellen Konsolidierung bei. Von 2000 bis 2012 steigerten sich die Ausleihen von Büchern und andern Medien um 21 %, wozu insbesondere das neue Angebot von Hörbüchern beitrug.
Seit dem Jahr 2000 hält sich die Mitgliederzahl der MuG relativ konstant bei 1200 Mitgliedern.
Gemäss den Statuten von 2013 besteht der Vorstand aus Ehrenamtlichen, die jeweils von der Mitgliederversammlung für eine Amtsdauer von vier Jahren gewählt werden, wobei eine zweimalige Wiederwahl zulässig ist. Die Arbeit des Vorstands erfolgt grundsätzlich auf ehrenamtlicher Basis, wobei der Vorstand für Sonderleistungen angemessene Entschädigungen festsetzen kann. Die Wahl des Präsidenten des Vorstands erfolgt direkt durch die Mitgliederversammlung, im Übrigen konstituiert sich der Vorstand selbst.

## Lesesaal
Die beiden Lesesäle bilden das Herzstück der Museumsgesellschaft. Repräsentativ wirkt der grosse, denkmalgeschützte Raum; elegant und nüchterner der Salon, der abends zum Veranstaltungssaal wird. Berufstätige, Pensionierte und Studierende mit ihren verschiedenen Interessen und Zeitplänen teilen sich hier erfolgreich Raum und Lektüre. Die Lesesäle sind täglich geöffnet. Es liegen rund 100 Zeitungen aus der Schweiz und aus dem Ausland sowie 300 Zeitschriften aus den verschiedensten Themenbereichen zur Lektüre auf.

## Bibliothek
Der Gesamtbestand der Museumsgesellschaft beläuft sich auf rund 150'000 Titel (Stand 2025). Seit den 1830er Jahren wird Belletristik und allgemeine Sachliteratur in Deutsch, Englisch, Französisch und Italienisch gesammelt. Entsprechend reich ist die Auswahl an historischen Beständen. Jährlich kommen rund 1'000 neue, aktuelle Bücher, Hörbücher und Filme dazu. Die zeitgenössische Literatur findet ihren Platz neben den bewährten Klassikern und den in Vergessenheit geratenen Bestsellern der Vergangenheit, die der Wiederentdeckung harren.

## Bekannte Mitglieder und Gäste
- Jakob Bächtold
- August Bebel
- Carl J. Burckhardt
- Martin Buber
- Jakob Bührer
- Fritz Brupbacher
- Albert Ehrenstein
- David Farbstein
- Fritz Fleiner
- Karl Henckell
- Rudolf Jakob Humm
- Regina Kägi-Fuchsmann
- Gottfried Keller
- Hedwig Kym
- Otto Lang
- Wladimir Iljitsch Lenin
- Hans Mühlestein
- Ernst Nobs
- Friedrich Nietzsche
- Esther Odermatt
- Fritz Platten
- Max Rychner
- Carl Seelig
- Walter Serner
- Emil Staiger
- Charlot Strasser
- John Syz
- Friedrich Theodor Vischer
- Heinrich Wölfflin
- Stefan Zweig